# William Jackson Humphreys

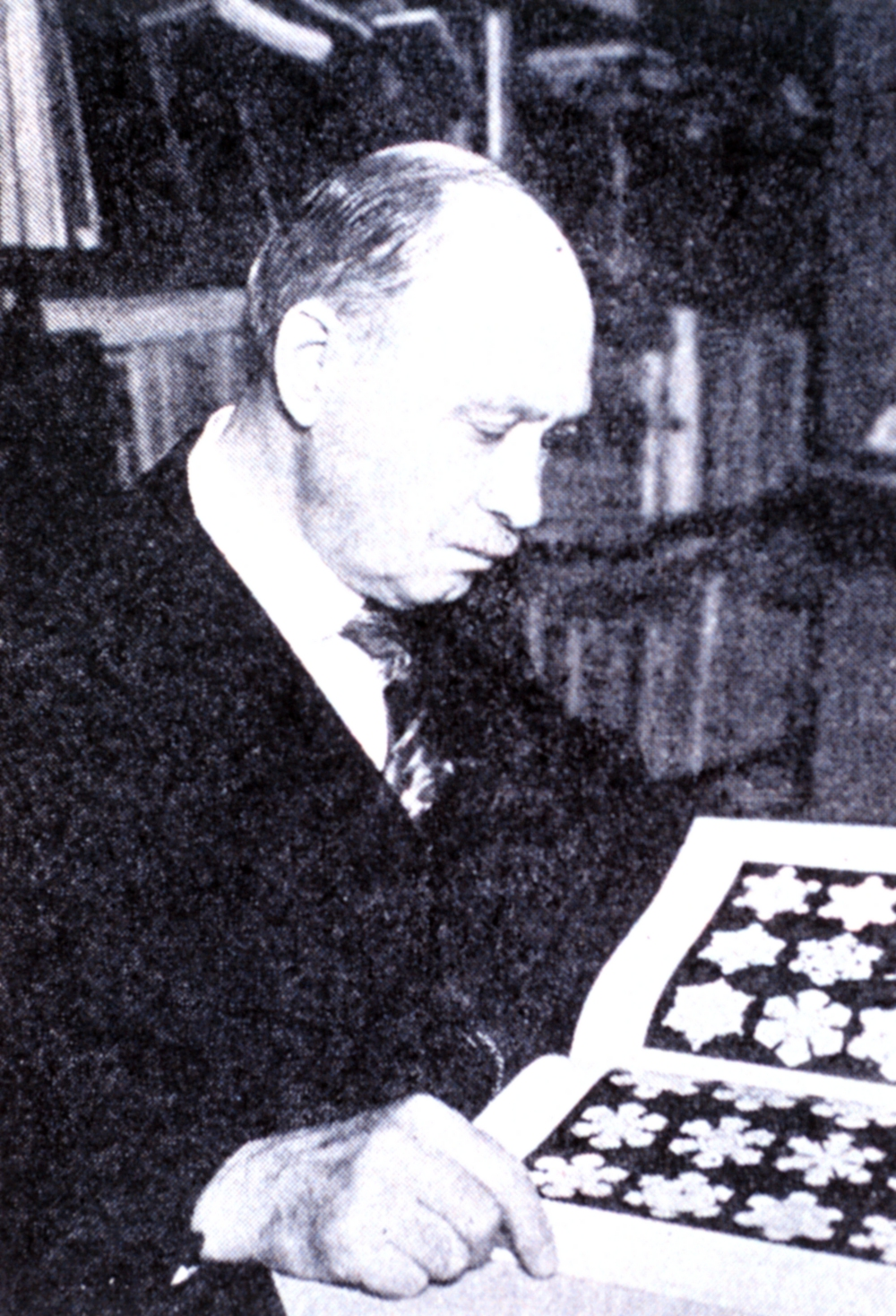
William Jackson Humphreys

William Jackson Humphreys (* 3. Februar 1862 in Gap Mills, Virginia; † 10. November 1949 in Washington, D.C.) war ein US-amerikanischer Atmosphärenphysiker.
Humphreys studierte Physik und Meteorologie an der Washington University, der Lee University, in Virginia und der Johns Hopkins University, von der er 1897 seinen Ph.D. erhielt. Dort studierte er u. a. unter Henry A. Rowland. Er arbeitete vor allem auf den Gebieten der Spektroskopie, der Atmosphärenphysik und der Meteorologie. Auf dem Gebiet der Physik gelang ihm zudem der Nachweis der Druckverbreiterung (die Verschiebung von Spektrallinien unter Druck) – seine wichtigste Leistung in der Meteorologie war eine sehr gute Beschreibung der Stratosphäre (1909). Er schrieb zahlreiche Lehrbücher, hatte einige Dozenturen inne. Von 1905 bis 1935 war er im Wetterdienst der USA tätig. Humphreys fand 1920 einen Erklärungsansatz für das Jahr ohne Sommer 1816. Dieses sei auf einen vulkanischen Winter infolge des im April 1815 sich ereignenden Ausbruchs des indonesischen Vulkans Tambora zurückzuführen.
1921 wurde Humphreys in die American Academy of Arts and Sciences und 1929 in die American Philosophical Society gewählt. Ihm zu Ehren ist der Humphreys Ice Rise in der Antarktis benannt. 